# Zipatlán
Zipatlán är en ort i Mexiko.   Den ligger i kommunen Tihuatlán och delstaten Veracruz, i den sydöstra delen av landet, 230 km nordost om huvudstaden Mexico City. Zipatlán ligger 25 meter över havet och antalet invånare är 280.
Terrängen runt Zipatlán är huvudsakligen platt, men åt nordväst är den kuperad. Runt Zipatlán är det ganska tätbefolkat, med 172 invånare per kvadratkilometer. Närmaste större samhälle är Tuxpan de Rodríguez Cano, 18,6 km nordost om Zipatlán. Trakten runt Zipatlán består till största delen av jordbruksmark.